# Buckleyho letecká základna
Buckleyho letecká základna (anglicky Buckley Air Force Base; kód IATA je BKF, kód ICAO KBKF, kód FAA LID BKF) je vojenská letecká základna letectva Spojených států amerických nacházející se ve městě Aurora ve státě Colorado. Základna spadá pod velení Velitelství vzdušných a vesmírných sil a jejím úkolem je obrana Spojených států amerických prostřednictvím v kosmu umístěných systémů včasné výstrahy a průzkumu pomocí kosmických satelitů.
Je domovskou základnou 460. kosmického křídla (460th Space Wing), jehož úkolem je provádět průzkum a snímkování zemského povrchu v infračerveném oboru spektra a poskytovat včasné varování před případným nepřátelským útokem balistickými raketami. Sídlí zde také 120. stíhací letka coloradské Letecké národní gardy, vyzbrojená stíhacími letouny General Dynamics F-16 Fighting Falcon.
Základna byla vybudována v roce 1942, tehdy pod názvem Buckley Field. Pojmenována byla na počest Johna Harolda Buckleyho, coloradského rodáka, který během první světové války působil jako odstřelovač. 17. září 1918 padl během bojové mise za nepřátelskými liniemi ve Francii. Do roku 1948 byla základna pod správou někdejších United States Army Air Corps, které zde zřídily tréninkovou školu pro piloty bombardérů Boeing B-17 Flying Fortress. Od roku 1948 je pod správou amerického letectva.